# Under My Skin (Lied)
Under My Skin (deutsch: „Unter meine/r Haut“) ist ein englischsprachiger Dance-Pop-Song von Remee, Thomas Troelsen und Lucas Secon, der in der Erstinterpretation der deutschen Sängerin Sarah Connor bekannt wurde.

## Hintergrundinformationen
Under My Skin wurde für Connors siebtes Studioalbum Sexy as Hell von den dänischen Produzenten Remee, Thomas Troelsen und Lucas Secon geschrieben und von Remme und Troelsen produziert. Aufgenommen wurde das Lied in den Delta Lab Studios in Kopenhagen, Dänemark. Das Lied wurde als Vorab-Single am 1. August 2008 im deutschsprachigen Raum veröffentlicht. Marek Pompetzki und Paul NZA sind für den Mix der Single verantwortlich. Connor begründet die Singleauswahl folgendermaßen: „Es ist eine harte Nummer, die straight nach vorne geht. Under My Skin ist ein Song, den viele Leute so nicht von mir erwartet hätten. Ich wollte aber gleich mit der ersten Single meine Veränderung und Entwicklung symbolisieren.“ Über den Songtext meint sie: „Es wird eigentlich „nur“ eine Situation beschrieben, in der sich zwei Menschen sehen und sich langsam eine erotische Spannung zwischen den beiden aufbaut. Ich wollte einfach nur Bilder schaffen. Jeder kann diese in seinem Kopf für sich kreieren, wenn er den Song hört und seine eigenen Emotionen dazu entwickelt. Ich überlasse es dann jedem selbst, wie er den Song interpretieren möchte. Auch ich habe meine eigene Version für mich geschaffen.“
Under My Skin war Connors erste Up-tempo-Singleveröffentlichung seit From Zero to Hero im Jahr 2005 und landete auf Platz vier in Deutschland, erreichte mit Platz 11 die Top 20 in Österreich und Platz 19 der Eurochart Hot 100 Singles Charts. Under My Skin war somit in Deutschland Sarah Connors höchstplatzierte Single seit dem Weihnachtslied The Best Side of Life aus dem Jahr 2006.

## Musikvideo
Der Regisseur Jörn Heitmann drehte am 5. Juli 2008 das dazugehörige Musikvideo im Tempodrom in Berlin. Da das Video keine Handlung enthält, stehen die Choreografie und viele Nahaufnahmen der Sängerin im Vordergrund. „Es ist lange her, dass ich ein Video mit Tanzperformance gedreht habe. Das macht mir sehr viel Spaß, es war eine tolle Erfahrung – es war schön, wieder von meinen Tänzern umgeben zu sein und dieses junge sexy Gefühl zu haben, zu tanzen, die Musik einfach zu genießen. In den letzten zwei Jahren hab ich mich sehr viel zurückgezogen und hatte jetzt einfach das Bedürfnis, mich frei zu singen, auszubrechen und was Neues zu machen.“, berichtet Connor über den Videodreh.

## Coverversionen
Die Songwriter verkauften das Lied auch an die südkoreanische Plattenfirma SM Entertainment mit der Auflage, dass Connors Version in Europa und Nordamerika veröffentlicht wird, während SM Entertainment im asiatischen Regionen veröffentlicht. So veröffentlichte die koreanische Boygroup TVXQ dort das Lied unter dem Titel Mirotic.

## Charts
| ChartsChartplatzierungen | Höchstplatzierung | Wochen |
| ------------------------ | ----------------- | ------ |
| Deutschland (GfK)        | 4 (11 Wo.)        | 11     |
| Österreich (Ö3)          | 11 (11 Wo.)       | 11     |
| Schweiz (IFPI)           | 79 (5 Wo.)        | 5      |

| ChartsJahrescharts (2008) | Platzierung |
| ------------------------- | ----------- |
| Deutschland (GfK)         | 81          |

## Musikstil
Tiefe Bässe und verzerrte Synthesizer-Sounds sollen das Lied, das zum Genre Hip-Hop gehört, clubfähig machen.
Die Musik erinnert an The Neptunes und enthält R&B- und Dance-Rhythmen.

## Rezensionen
- Laut.de bemängelt „das inhaltslose Sex-Gesinge“ und hält das Lied für „handelsüblichen Pop-Durchschnitt“, findet es jedoch „sauber produziert“.[1]
- musiktipp24.com kritisiert, dass sich Sarah Connors „brillante Stimme“ meinst auf „Sprechgesang und Gehauche“ beschränkt.[10]